# Haplocyclops iranicus
Haplocyclops iranicus – gatunek widłonoga z rodziny Cyclopidae. Występuje w Iranie.

## Systematyka
W 1981 roku Bernard Henri Dussart opisał i zilustrował okaz samicy pozyskany w Szahr-e Kord w pobliżu Isfahanu w Iranie, na wysokości 2200 m n.p.m. Autor zidentyfikował go jako Bryocyclops (Haplocyclops) neuter, choć zauważył niewielkie różnice w morfologii. W 2002 roku Frank Fiers ustalił, że okaz ten to nie H. neuter, lecz przedstawiciel nieznanego dotąd gatunku. Fiers sporządził nowy opis i nadał nowemu gatunkowi nazwę Haplocyclops iranicus w nawiązaniu do miejsca typowego. Samiec nadal pozostawał nieznany.